# Зарубежные фильмы, выпущенные в советский прокат в 1947 году
Список из 10 зарубежных фильмов, выпущенных в советский кинопрокат в 1947 году. Месяцем выпуска считается время первой демонстрации в Москве.
Закупкой зарубежных кинолент для советского кинопроката занималось Всесоюзное объединение по экспорту и импорту кинофильмов «Совэкспортфильм», с ноября 1945 до июля 1953 года входившее в ведомство Комитета кинематографии. Некоторые фильмы в прокат выпускались в другом формате. Иногда цветные фильмы в массовом тираже выпускались черно-белыми, а также делались изъятия некоторых, как правило, незначительных для общего сюжета сцен и эпизодов.
| Прокатное название на русском языке | Оригинальное название и год выхода        | Производство       | № месяца |
| ----------------------------------- | ----------------------------------------- | ------------------ | -------- |
| Битва на рельсах                    | «La Bataille du rail» (фр.) (1946)        | Франция            | 08       |
| Люди без крыльев                    | «Muži bez křídel» (чешск.) (1946)         | Чехословакия       | 06       |
| Рим — открытый город                | «Roma, città aperta» (итал.) (1945)       | Италия             | 10       |
| Убийцы сред нас (Они не скроются)   | «Die Mörder sind unter uns» (нем.) (1946) | Восточная Германия | 07       |

Список включает 6 трофейных фильмов из Рейхсфильмархива.
| Трофейные фильмы                    | Трофейные фильмы                                   | Трофейные фильмы | Трофейные фильмы |
| Прокатное название на русском языке | Оригинальное название и год выхода                 | Производство     | № месяца         |
| ----------------------------------- | -------------------------------------------------- | ---------------- | ---------------- |
| Богема                              | «Zauber der Boheme» (нем.) (1937)                  | Австрия          | 09               |
| Где моя дочь?                       | «Lache, Bajazzo!» (нем.) (1943)                    | Германия         | 06               |
| Девушка моей мечты                  | «Die Frau meiner Träume» (нем.) (1944)             | Германия         | 03               |
| Несостоявшееся свидание             | «Break of Hearts» (англ.) (1935)                   | США              | ??               |
| Побег с каторги                     | «I Am a Fugitive from a Chain Gang» (англ.) (1932) | США              | 07               |
| Ты моё счастье                      | «Du bist mein Glück» (нем.) (1936)                 | Германия         | 07               |